# Saint-Christophe-Vallon
Saint-Christophe-Vallon település Franciaországban, Aveyron megyében. Lakosainak száma 1181 fő (2022. január 1.). Saint-Christophe-Vallon Auzits, Escandolières, Goutrens, Marcillac-Vallon, Nauviale, Conques-en-Rouergue és Valady községekkel határos.

## Népesség
A település népessége az elmúlt években az alábbi módon változott:
| Lakosok száma | 778  | 920  | 868  | 1046 | 1129 | 1111 | 1138 | 1160 | 1171 | 1181 |
|               | 1968 | 1982 | 1990 | 2006 | 2013 | 2015 | 2017 | 2019 | 2020 | 2022 |